# Opération Elmira

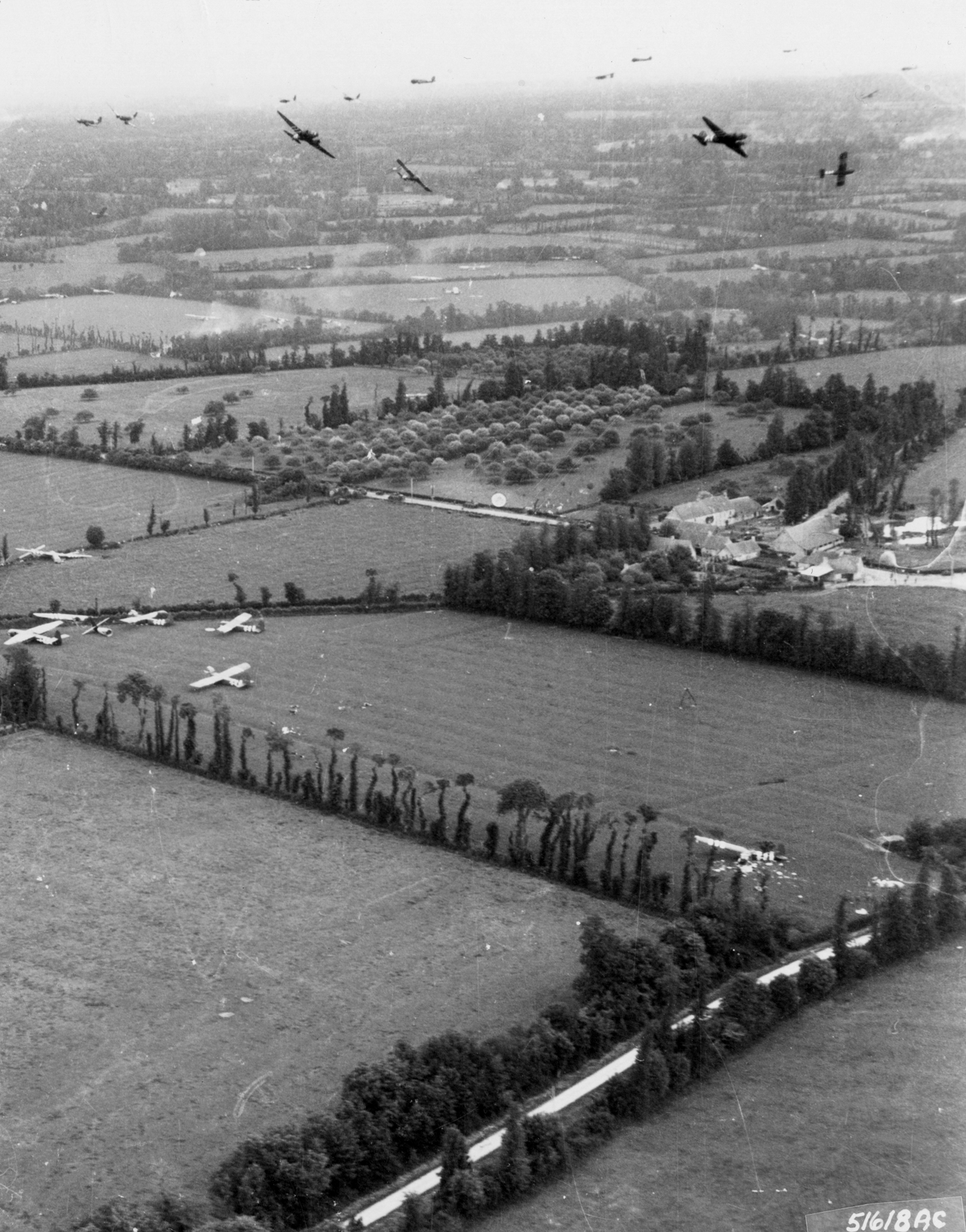
Planeurs en au dessus de la zone de largage <<W>> (Les Forges) lors de l'opération Elmira.

L’opération Elmira est un parachutage et atterrissage de planeurs de la 82e division aéroportée américaine en Normandie avant le 6 juin 1944 lors de la Seconde Guerre mondiale. Cette opération faisait partie intégrante du débarquement de Normandie.

## Sources
- (en) Warren, Dr. John C. USAF Historical Study 97: Airborne Operations in World War II, European Theater (1956). Air University.
- (en) U.S. Airborne in Cotentin Peninsula